# Vita (Benvenuto Cellini)
La Vita di Benvenuto di Maestro Giovanni Cellini fiorentino, scritta, per lui medesimo, in Firenze, o più semplicemente Vita o La vita, è l'autobiografia di Benvenuto Cellini. Scritta tra il 1558 e il novembre 1566, fu stampata nel 1728. Oltre che un prezioso documento sulla vita di uno dei maggiori artisti del XVI secolo e sulla storia dell'epoca, è considerato un capolavoro di narrativa per la sua spontaneità, la vivacità, le invenzioni linguistiche e la ricchezza di episodi e aneddoti.

## Storia editoriale
All'età di 58 anni Cellini, dopo aver lavorato per i papi e i grandi signori del suo tempo, era al soldo di Cosimo I de' Medici, con il quale aveva un rapporto controverso, fatto di grande stima reciproca ma anche di delusioni e lunghi periodi di inattività. Condannato nel luglio 1557 per un episodio di sodomia a quattro anni di carcere, la sua pena era stata convertita in un confinamento in casa. Proprio in quel periodo, per riguadagnare importanza agli occhi del duca di Firenze, iniziò la stesura della Vita, che venne in larga parte dettata, come dice l'autore stesso, mentre Cellini lavorava ad altre opere di scultura o oreficeria. Per aiutarlo aveva appositamente preso un assistente a cui dettare, il quattordicenne e malaticcio figlio di un certo Michele di Goro, originario del Valdarno.
La particolare forma di stesura è all'origine del linguaggio schietto e colloquiale, privo di orpelli e di retorica. Nell'aprile o nel maggio del 1559 il manoscritto venne inviato all'amico Benedetto Varchi, per valutare se la forma colloquiale del libro fosse buona o andasse rivista. Con spirito lungimirante, lo storico e filosofo fiorentino rispose a Cellini che il "discorso semplice" in cui gli era stato dato a leggere il manoscritto non aveva bisogno di ritocchi e, a parte qualche suggerimento, ciò permise di non snaturare la freschezza del testo (cosa che invece non avvenne con il Trattato di scultura e il Trattato di oreficeria, dove un giovane allievo del Varchi, Gherardo Spini, operò invece tagli e inserti di citazioni classiche ed erudite).
Dopo la morte del Cellini il manoscritto della Vita passò ai suoi eredi, poi alla famiglia Cavalcanti a fine del XVII secolo. Nel 1691 appartenne a Francesco Redi, che fece fare varie copie integrali e parziali del manoscritto. Nel 1728 l'erudito Antonio Cocchi lo diede alle stampe (l'edizione riporta come città di stampa Colonia, ma forse è un'indicazione generica, per non incorrere in censure), nel 1771 venne tradotto in inglese da Thomas Nugent e nel 1796 in tedesco da Goethe. Nel 1805 il manoscritto originale ricomparve nella Biblioteca Medicea Laurenziana a Firenze.
Per tutto il XIX secolo, sulla scia dei romanzi storici di Walter Scott, Wilkie Collins e Dumas, il libro godette di una salda e crescente popolarità, tanto che la fama di Cellini come scrittore aveva sicuramente eclissato quella di artista, anche per la scarsa conoscenza all'epoca di opere sicuramente di sua mano. Molti, come Francesco de Sanctis, ritenevano i fatti e i primati narrati come pura megalomania dell'autore, mentre oggi si è riusciti a stabilire che, a parte qualche omissione volontaria, qualche inevitabile errore e qualche svista, la Vita è di gran lunga un'opera veritiera, puntualmente verificata dai controlli in archivio e sul catalogo delle opere dell'artista.
Un'edizione critica molto accurata si ebbe a cura di Francesco Tassi nel 1829.

## Contenuti
(Benvenuto Cellini, Vita, proemio)
La Vita è un memoriale, ma la sua stesura venne fin dall'inizio pensata come un'apologia dell'autore, più che un resoconto, e la lettura era pensata per un vasto pubblico. Vasari stesso, nel redigere la seconda edizione delle Vite de' più eccellenti pittori, scultori e architettori (1568), descrisse la vita e le opere di Cellini solo sommariamente poiché, scrisse, "egli stesso ha scritto la vita e l'opere sue".
Il tema centrale dell'opera è quello della realizzazione delle proprie ambizioni da parte dell'artista e della sua genialità, nonostante le avversità, le frustrazioni e le delusioni. Cellini ebbe come obiettivo la descrizione delle sue opere artistiche e le difficoltà incontrate per compierle, anche per dare maggior valore al suo operato presso il duca Cosimo, e quindi avere maggior profitto per la sua attività. Per questa ragione l'autore tralasciò le cose meno importanti o i fatti di cui ha un ricordo vago nonché, per convenienza, sono omessi la maggior parte degli accenni al reato di sodomia e i processi a ciò legati.
Il risultato è un affresco dell'epoca che non ha eguali, in cui convivono splendori e miserie, personaggi raffinati e crudeli, capolavori e delitti. Sebbene il giudizio di Cellini non sia mai scevro da simpatie o rancori personali, nella Vita scorrono i ritratti di tutti i protagonisti dell'epoca in cui visse, testimoniandoci aspetti caratteriali e privati di papi, cardinali, signori, principi, artisti, cortigiani, genti d'arme e popolani. Tra gli episodi più celebri: l'energica partecipazione alla difesa del papa durante il Sacco di Roma; la spericolata evasione dal carcere di Castel Sant'Angelo e la sua successiva reincarcerazione nelle terribili segrete, dove ebbe visioni e una crisi spirituale; il sabba tenuto da un negromante una notte nel Colosseo; gli scontri con Baccio Bandinelli alla corte di Cosimo I de' Medici; la rocambolesca fusione del Perseo.

## Edizioni
- La Vita (2 voll.), Introduzione di Leonardo Borghese, Milano, Aldo Martello Editore, 1944.
- La Vita, a cura di Marcella Gorra, Collana Universale, Torino, Einaudi, 1954.
- La Vita - Trattati - Discorsi - Poesie, Collezione «I Cento Libri», Milano, Longanesi, 1958.
- La Vita, con introduzione e commento di Enrico Carrara. Nuova edizione a cura di Giuseppe Guido Ferrero, Collezione Classici italiani, Torino, UTET, 1965.
- La Vita - I Trattati, Prefazione e note di Pietro Scarpellini, Collana I Grandi Maestri, Roma, Gherardo Casini Editore, 1967-1987.
- La Vita, Introduzione e note, cronologia della vita, indice dei personaggi storici e degli artisti a cura di Guido Davico Bonino. Con una cronologia delle opere a cura di Ettore Camesasca, Collana NUE n.149, Torino, Einaudi, 1973.
- Vita, A cura di Ettore Camesasca, Collana Classici n.532, Milano, BUR, I ed. 1985 - 2012, ISBN 978-88-17-16532-7.
- La Vita, A cura di L. Bellotto, Collana Biblioteca di scrittori italiani, Parma, Guanda, 1996.